# Christina Rainer
Christina Rainer (* 1969 in Frankfurt am Main) ist eine deutsch-österreichische Schauspielerin.

## Leben und Karriere
Christina Rainer studierte Schauspiel von 1990 bis 1994 an der Hochschule für Musik und Theater in Hannover. Bekannt wurde sie vor allem durch die ZDF-Produktionen Maja und Samt und Seide. In Letzterer spielte Rainer von 2000 bis 2005 die Textildesignerin Lena Czerni. 2006 hatte sie eine Rolle in der Serie M.E.T.R.O. – Ein Team auf Leben und Tod, welche jedoch schon nach kurzer Zeit wieder eingestellt wurde. Von Oktober 2013 bis März 2023 war sie in der ZDF-Krimiserie Der Alte als Pathologin Dr. Franziska Sommerfeld zu sehen. Sie wirkte als Schauspielerin vor der Kamera in bisher über 30 Film-und-Fernsehproduktionen mit.
Christina Rainer lebt mit ihrer Familie in München. Neben ihrer Muttersprache Deutsch spricht sie auch Englisch und Dänisch.

## Filmografie
- 1996: Maja
- 1996: Tatort: Perfect Mind – Im Labyrinth (Fernsehreihe)
- 1997: Sexy Lissy
- 1998: Der Bulle von Tölz: Der Mistgabelmord
- 1998–2017: SOKO München (Fernsehserie, 7 Folgen, verschiedene Rollen)
- 1998: Alle meine Töchter (Fernsehserie, 2 Folgen)
- 1999: Schloßhotel Orth (Fernsehserie, 1 Folge)
- 1999: Alphateam – Die Lebensretter im OP (Fernsehserie, 1 Folge)
- 1999: Zum Sterben schön
- 2000–2005: Samt und Seide (Fernsehserie, 114 Folgen)
- 2000: Bei aller Liebe (Fernsehserie, 1 Folge)
- 2001: Für alle Fälle Stefanie (Fernsehserie, 1 Folge)
- 2003–2017: Um Himmels Willen (Fernsehserie, 2 Folgen, verschiedene Rollen)
- 2003: Unter Verdacht (Fernsehserie, 1 Folge)
- 2005: Rosamunde Pilcher – Vermächtnis der Liebe
- 2005–2007: girl friends – Freundschaft mit Herz (Fernsehserie, 11 Folgen)
- 2005–2023: Die Rosenheim-Cops (Fernsehserie, 5 Folgen, verschiedene Rollen)
- 2006: M.E.T.R.O. – Ein Team auf Leben und Tod (Fernsehserie, 7 Folgen)
- 2006: Inga Lindström: Sommertage am Lilja-See
- 2007: SOKO Köln (Fernsehserie, 1 Folge)
- 2008: Kreuzfahrt ins Glück – Hochzeitsreise nach Chile
- 2009: Annas zweite Chance
- 2009: Unsere Farm in Irland (Fernsehserie, 1 Folge)
- 2010: Die Spätzünder
- 2010: Die Bergretter (Fernsehserie, 1 Folge)
- 2011: Der Alte (Fernsehserie, Folge: Kaltes Grab)
- 2011: Schwitzkasten (Kurzfilm)
- 2012: Der Bergdoktor (Fernsehserie, 2 Folgen)
- 2012: Die Garmisch-Cops (Fernsehserie, 1 Folge)
- 2012: Hubert und Staller (Fernsehserie, 1 Folge)
- 2013: Frühling – Frühlingskinder
- 2013: So wie du bist
- 2013: Alles Schwindel
- 2013: Die Spätzünder 2 – Der Himmel soll warten
- 2013–2023: Der Alte (Fernsehserie, 78 Folgen)
- 2014: Frühling – Frühling in Weiß
- 2018: In aller Freundschaft (Fernsehserie, Folge: Nebelschwaden)
- 2021: Hitzig – Ein Saunagang (Kurzfilm)